# Чоканчарава
Чоканчара́ва (ісп. Chocancharava), також відома як Рі́о-Ква́рто (ісп. Río Cuarto) — річка на півдні аргентинської провінції Кордова.
Витік річки знаходиться на південних відрогах Сьєрри-де-Кордова, яка має назву Сьєрра-де-Комечінгонес. Верхів'я річки мають назву Ріо-де-лас-Барранкас, а спустившись на рівнинну пампу потік отримує ім'я Чоканчарава. Річка тече на південний схід до боліт Лобой, де змінює напрям на північно-східний і отримує назву Саладільйо. Біля міста Саладільйо річка зливається з Кталамочитою.
Назва Чоканчарава походить з мови індіанців хет. Первісна назва річки точно невідома, існують припущення, що вона звучала як Чоканчарауа, Чоканчарагва, або Кончанчарава. З XVIII ст. річка називалася Ріо-Кварто (ісп. Río Cuarto — Четверта річка), оскільки вона є четвертою за рахунком з півночі на південь великою річкою провінції Кордова. Назву Ріо-Кварто отримало також найбільше місто, яке розташоване на річці і департамент навколо нього. Ця назва використовувалася для річки до 1980-х років, коли було вирішено повернути річці її первісне ім'я.